# Schloss Winnental

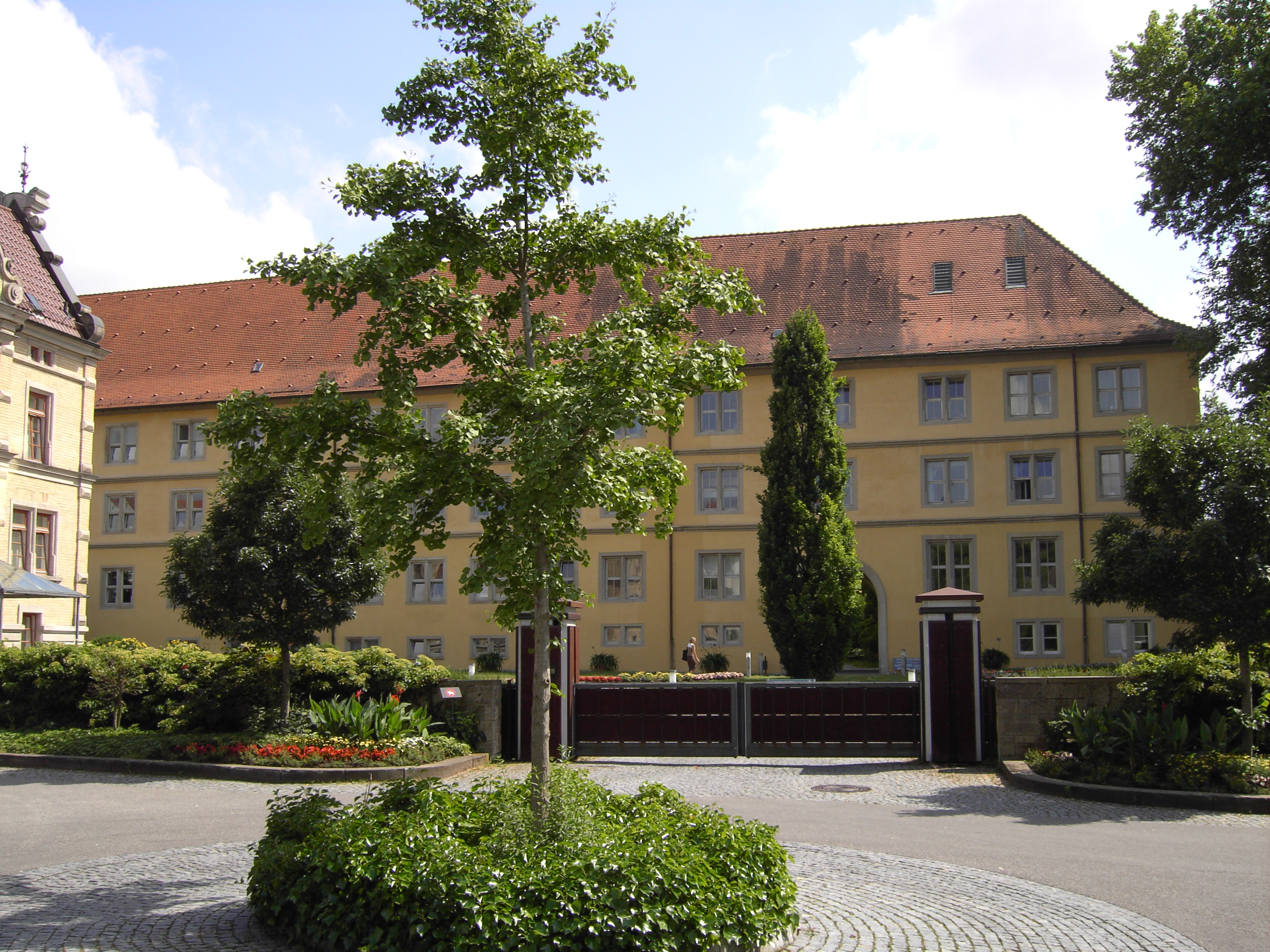
Schloss Winnental, Nordansicht

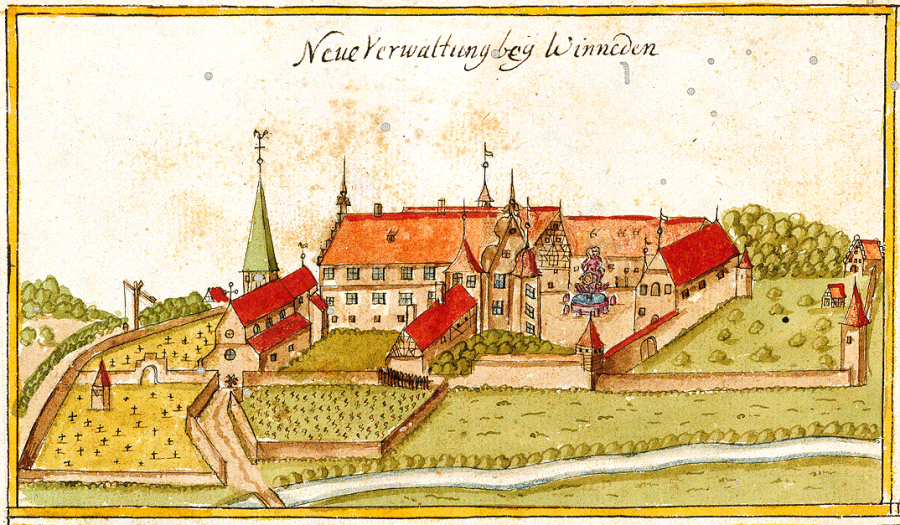
Ansicht von 1686

Schloss Winnental ist ein ehemaliges Schloss des Deutschen Ordens in Winnenden im Rems-Murr-Kreis in Baden-Württemberg. Nachdem es im 17. Jahrhundert in den Besitz Württembergs gekommen war, wurde es zu seiner heutigen Form ausgebaut. Heute befindet sich in dem Gebäude das Klinikum Schloß Winnenden.

## Geschichte
1288 stiftete Berthold von Neuffen seinen Besitz in Winnenden dem Deutschen Orden, der dort eine Deutschordenskommende gründete. Um 1300 wurde die Kommende aus der Stadt heraus verlegt und die Stadt 1325 an Württemberg verkauft. In dieser Zeit muss das älteste Gebäude der heutigen Schlossanlage, der westlich gelegene Komturbau, erbaut worden sein. Im Jahr 1423 wurde dieses Gebäude Sitz des Komturs der Deutschordenskommende Winnenden. In einer Karte von Georg Gadner aus dem Jahr 1593 lässt sich der Komturbau mit einem östlichen Flügelbau erkennen, der von südlich gelegenen Wirtschaftsgebäude und einer Ringmauer mit Wehrgang umgeben war. 1665 erwarb Herzog Eberhard III. von Württemberg die Kommende vom Deutschordensmeister Johann Caspar von Ampringen für 48.000 Gulden. Aus diesem Jahr stammt auch eine zweite Beschreibung des Komturbaus, der nun einen steinernen Turm auf der Südseite und einen Fachwerkerker auf der Ostseite besaß. Zudem befand sich in der Nähe des Komturbaus ein Wohngebäude mit Fruchtkästen im Obergeschoss. Eberhard III. ließ jedoch diesen zweiten Bau kurz nach dem Kauf abbrechen. Stattdessen wurde 1684 bis 1688 vom Architekten Matthias Weiß östlich des Komturbaus ein dreigeschossiges Corps de Logis errichtet. An diesen wurde nur kurze Zeit später östlich ein weiterer Flügel, der sogenannte Kavalierbau, angebaut, der die heutige Dreiflügelanlage komplettierte. Ab 1677 diente das Schloss als Apanagensitz der württembergischen Nebenlinie Württemberg-Winnental, die vom Landes-Administrator Friedrich Karl begründet worden war. Nach dem Auflösen dieser Linie 1733 kam das Schloss wieder an die Hauptlinie Württemberg. 1796 wurde das Schloss vom württembergischen Oberbaudirektor Reinhard Ferdinand Heinrich Fischer als Witwensitz der Gemahlin des Herzogs Ludwig Eugen, Sophie Albertine von Beichlingen, neu ausgestattet. Im Zuge dieser Neuausstattung wurde Anfang des 18. Jahrhunderts ein Garten am Schloss angelegt. Nach dem Tod von Sophie Albertine im Jahr 1807 stand das Schloss einige Jahre leer, bevor es 1813 zu einer Kaserne umgebaut wurde.
1830 bis 1833 wurde das Schloss von Friedrich Bernhard Adam Groß zu einer Nervenheilanstalt umgebaut, deren Nachfolger, das Klinikum Schloß Winnenden sich immer noch im Schloss befindet. Beim Umbau wurden mehrere Nebengebäude des Schlosses sowie der Treppenturm und der Erker am Komturbau abgebrochen. Im Gegenzug wurden an die beiden Flügel je ein weiteres Nebengebäude angebaut, die in den 1870er Jahren nochmals erweitert wurden. Ende des 19. und Anfang des 20. Jahrhunderts wurden kleinere Veränderungen wie ein Neubau des Uhrturms am Corps de Logis vorgenommen. 1975 wurde der Ostflügel des Schlosses abgerissen und durch einen Neubau ersetzt. Zudem fand eine grundlegende Innensanierung des Schlosses statt.